# Mieroszów (gemeente)
De gemeente Mieroszów is een stad- en landgemeente in het Poolse woiwodschap Neder-Silezië, in powiat Wałbrzyski.
De zetel van de gemeente is in Mieroszów.
Op 30 juni 2004 telde de gemeente 7582 inwoners.

## Oppervlakte gegevens
In 2002 bedroeg de totale oppervlakte van gemeente Mieroszów 76,17 km², waarvan:
- agrarisch gebied: 48%
- bossen: 43%

De gemeente beslaat 14,81% van de totale oppervlakte van de powiat.

## Demografie
Stand op 30 juni 2004:
| Omschrijving                   | Totaal | Totaal | Vrouwen | Vrouwen | Mannen | Mannen |
| ------------------------------ | ------ | ------ | ------- | ------- | ------ | ------ |
| eenheid                        | aantal | %      | aantal  | %       | aantal | %      |
| inwoners                       | 7582   | 100    | 3921    | 51,7    | 3661   | 48,3   |
| bevolkingsdichtheid (inw./km²) | 99,5   | 99,5   | 51,5    | 51,5    | 48,1   | 48,1   |

In 2002 bedroeg het gemiddelde inkomen per inwoner 1330,57 zł.

## Plaatsen
Golińsk, Kowalowa, Łączna, Nowe Siodło, Sokołowsko, Różana, Rybnica Leśna - Kamionka, Unisław Śląski

## Aangrenzende gemeenten
Boguszów-Gorce, Czarny Bór, Głuszyca, Jedlina-Zdrój, Kamienna Góra, Lubawka, Wałbrzych